# 来迎寺 (新宿区)
来迎寺（らいこうじ）は、東京都新宿区にある浄土宗の寺院。

## 概要
1631年（寛永8年）、崇蓮社伝誉上人によって開山された。
境内には、庚申塔がある。元々は夏目坂の道にあったものであるが、当寺に移された。
この庚申塔は、1676年（延宝4年）に建立されたが、当地の地名は武蔵国豊島郡のはずなのに、なぜか「武州湯原郡」と記されている謎がある。この「湯原郡」は、荏原郡の誤記と看做されている。室町時代は荏原郡に属していたという説があるが、豊島郡との郡境がどこに引かれていたのかは不明である。
近くの誓閑寺にも、同様の謎を持つ梵鐘がある。

## 交通アクセス
- 早稲田駅2番出口より徒歩3分（経路案内）。